# Bistum San Severo
Das Bistum San Severo (lat.: Dioecesis Sancti Severi, ital.: Diocesi di San Severo) ist eine in Italien gelegene römisch-katholische Diözese mit Sitz in San Severo.

## Geschichte

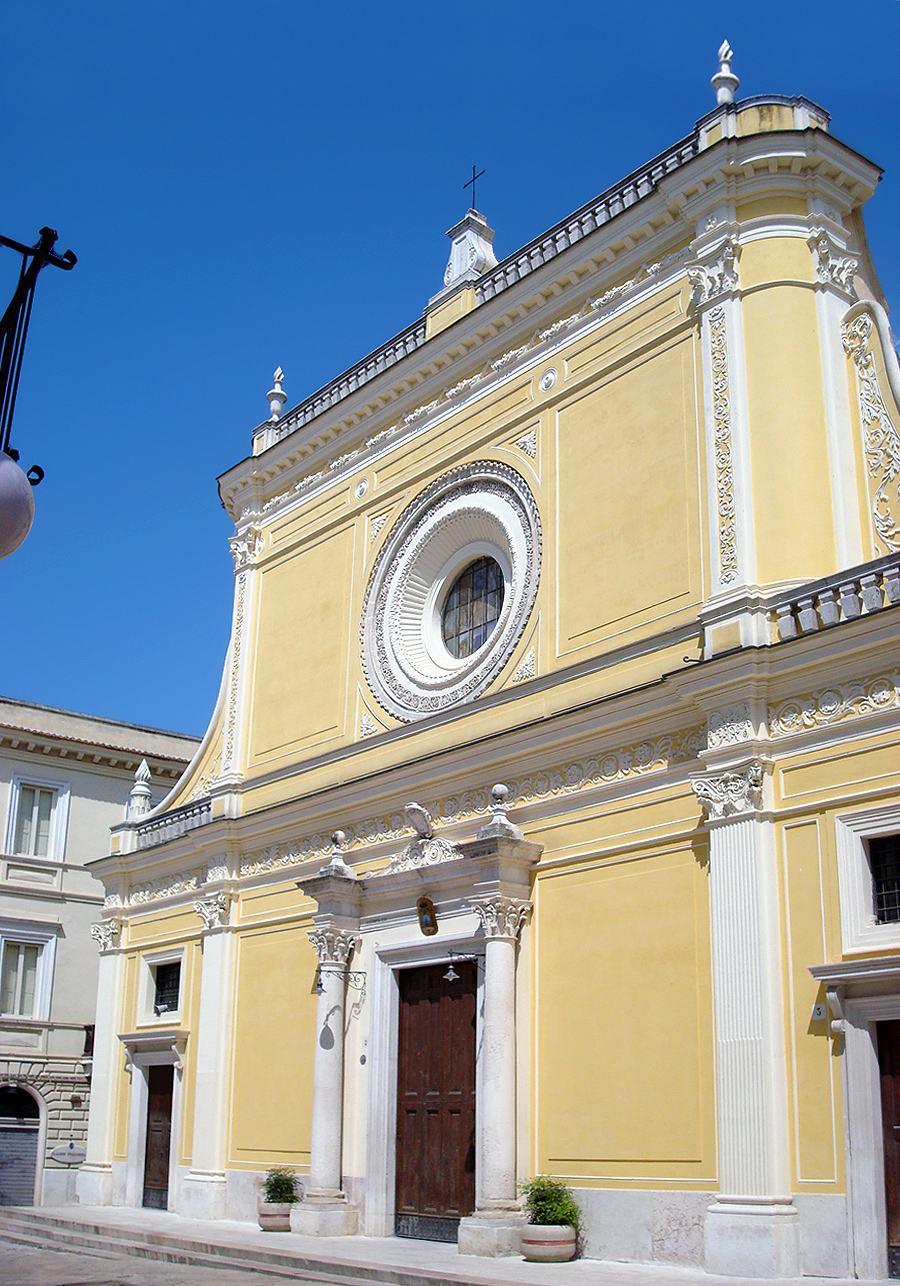
Kathedrale Santa Maria Assunta in San Severo

Das Bistum San Severo wurde 1062 als Bistum Civitate errichtet und dem Erzbistum Benevent als Suffraganbistum unterstellt. 1439 wurde das Bistum aufgelöst und dem Bistum Lucera angegliedert, aus dem es 1478 wieder ausgegliedert wurde. Am 21. Februar 1580 wurde durch Papst Gregor XIII. mit der Apostolischen Konstitution Pro excellenti der Sitz des Bistums von San Paolo di Civitate nach San Severo verlegt. Zudem wurde das Bistum Civitate in Bistum San Severo umbenannt. Das Bistumsgebiet bestand nun aus der Fusion der Gebiete der aufgelösten Bistümer Civitate und Dragonara, die 1968 als Titularbistümer neu errichtet wurden. Das Bistum San Severo wurde am 30. April 1979 dem Erzbistum Foggia als Suffraganbistum unterstellt.